# Cantons de l'Erau

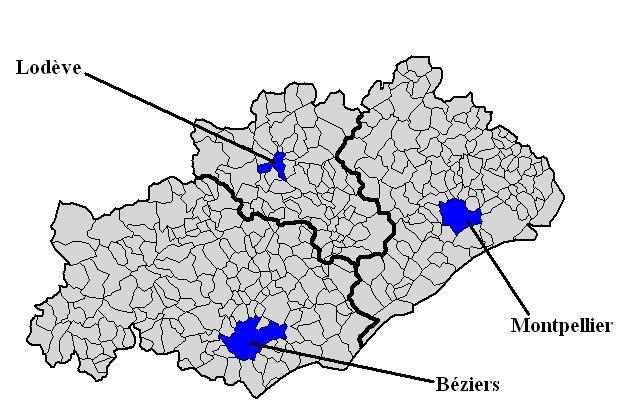
Els tres districtes de l'Erau

## Llista dels antics 49 Cantons de l'Erau, agrupats per districtes
- Districte de Besiers (19 cantons - sotsprefectura: Besiers) :
cantó d'Agde - cantó de Bedarius - cantó de Besiers-1 - cantó de Besiers-2 - cantó de Besiers-3 - cantó de Besiers-4 - cantó de Capestanh - cantó de Florensac - cantó de Montanhac - cantó de Murvièlh - cantó d'Olargues - cantó d'Olonzac - cantó de Pesenàs - cantó de Rojan - cantó de Sanch-Inhan - cantó de Sant Gervais - cantó de Sant Ponç de Tomièiras - cantó de La Salvetat d'Agot - cantó de Servian

- Districte de Lodeva (5 cantons - sotsprefectura: Lodeva) :
cantó de Lo Cailar - cantó de Clarmont d'Erau - cantó de Ginhac - cantó de Lodeva - cantó de Lunaç

- Districte de Montpeller (25 cantons - prefectura: Montpeller) :
cantó d'Anhana - cantó de Castèlnòu de Les - cantó de Càstias - cantó de Claret - cantó de Frontinhan - cantó de Gange - cantó de Latas - cantó de Lunèl - cantó de Las Matèlas - Cantó de Mauguiò - cantó de Mesa - cantó de Montpeller-1 - cantó de Montpeller-2 - cantó de Montpeller-3 - cantó de Montpeller-4 - cantó de Montpeller-5 - cantó de Montpeller-6 - cantó de Montpeller-7 - cantó de Montpeller-8 - cantó de Montpeller-9 - cantó de Montpeller-10 - cantó de Pinhan - cantó de Sant Martin de Londras - cantó de Seta-1 - cantó de Seta-2

## Llista dels actuals 25 Cantons de l'Erau, agrupats per districtes

Cantons de l'Erau :
1- Agde, 2- Béziers-1, 3- Béziers-2, 4- Béziers-3, 5- Càsols de Besièrs, 6- Clarmont d'Erau, 7- Lo Crèç, 8- Frontinhan, 9- Ginhac, 10- Latass, 11- Lodeva, 12- Lunèl, 13- Mauguiò, 14- Mesa, 15- Montpeller-1, 16- Montpeller-2, 17- Montpeller-3, 18- Montpeller-4, 19- Montpellier-5, 20- Montpeller - Castèlnòu de Les, 21- Pesenàs, 22- Pinhan, 23- Sant Geli dau Fesc, 24- Sant Ponç de Tomièiras, 25- Seta

- Districte de Besiers (8 cantons - sotsprefectura: Besiers) :
cantó d'Agde - cantó de Besiers-1 - cantó de Besiers-2 - cantó de Besiers-3 - cantó de Càsols de Besièrs - una part del cantó de Clarmont d'Erau (17 municipis) - una part del cantó de Mesa (12 municipis) - cantó de Pesenàs - cantó de Sant Ponç de Tomièiras

- Districte de Lodeva (3 cantons - sotsprefectura: Lodeva) :
 una part del cantó de Clarmont d'Erau (23 municipis) - cantó de Ginhac - cantó de Lodeva

- Districte de Montpeller (14 cantons - prefectura: Montpeller) :
 cantó del Crèç - cantó de Frontinhan - cantó de Latas - cantó de Lunèl - cantó de Mauguiò - una part del cantó de Mesa (6 municipis) - cantó de Montpeller-2 - cantó de Montpeller-3 - cantó de Montpeller-4 - cantó de Montpeller-5 - cantó de Montpeller - Castèlnòu de Les - cantó de Pinhan - cantó de Sant Geli dau Fesc - cantó de Seta